# حسین‌آباد (فراهان)
حسین‌آباد روستایی در دهستان فرمهین بخش مرکزی شهرستان فراهان استان مرکزی ایران است.

## جمعیت
بر پایه سرشماری عمومی نفوس و مسکن در سال ۱۳۹۵ جمعیت این مکان ۸۵ نفر (۳۶خانوار) بوده‌است.